# Phurumbu
Phurumbu – gaun wikas samiti we wschodniej części Nepalu w strefie Meći w dystrykcie Taplejung. Według nepalskiego spisu powszechnego z 2001 roku liczył on 455 gospodarstw domowych i 2605 mieszkańców (1344 kobiet i 1261 mężczyzn).